# پنجه غازی
در کالبدشناسی منظور از پنجهٔ غازی یا پس آنسرینوس (انگلیسی: Pes anserinus) جایی است که تاندون‌های سه ماهیچه خیاطه (سارتریوس)، ماهیچه نواری (گراسیلیس) و نیم‌وتری (سمی‌تندینوسوس) در آن به درشت‌نی می‌پیوندند. 
ماهیچه خیاطه که بلندترین ماهیچه بدن است در زیر پوست قدام ران قرار دارد. این ماهیچه از خار خاصره قدامی فوقانی ASIS منشأ گرفته و به صورت مایل به پایین و سمت داخل ران می‌آید و سپس از روی کندیل داخلی ران عبور کرده و تاندون آن در پایین به تاندون‌های ماهیچه‌های راست داخلی و نیم‌وتری می‌پیوندد تا یا پنجه غازی را تشکیل دهد. پنجه غازی به سطح داخلی کندیل داخلی استخوان درشت‌نی متصل می‌شود.
نام پس آنسرینوس در اصل در لاتین به معنای پای غاز است اما در فارسی برای آن پنجه غازی رایج شده‌است.

## نگارخانه

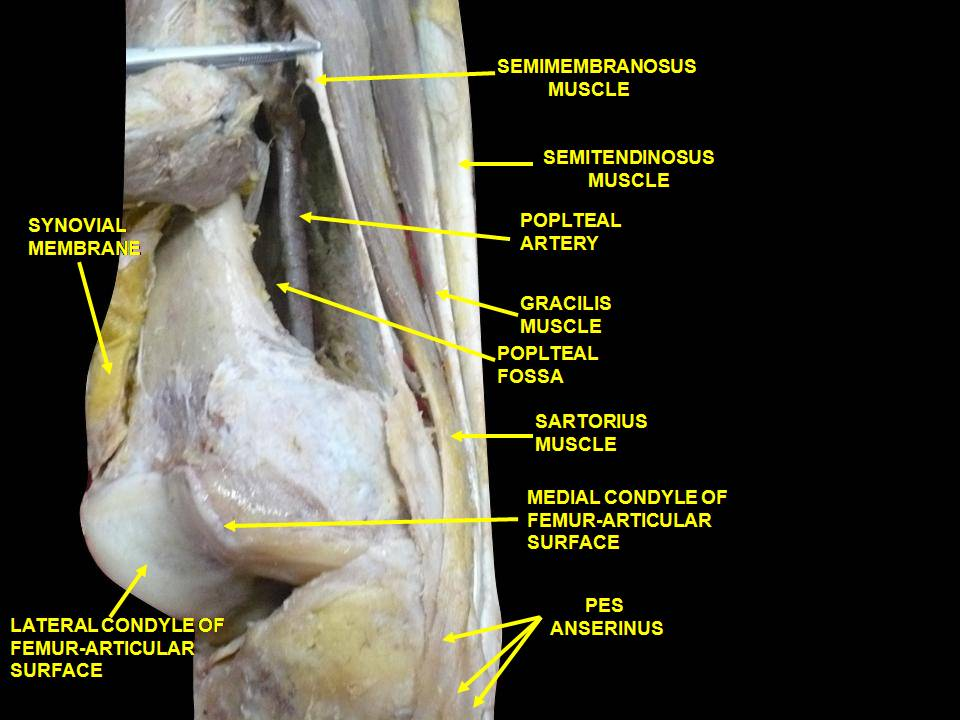